# Елизаветовка (Долгоруковский район)
Елизаве́товка — деревня Меньшеколодезского сельского поселения Долгоруковского района Липецкой области.

## География
Деревня Елизаветовка находится в южной части Долгоруковского района, в 13 км к югу от райцентра Долгоруково. Располагается на правом берегу реки Изубриевка, при впадении в неё небольшого ручья. 

## История
Елизаветовка основана во второй половине XVII века как выселки из села Большой Колодезь. Название по имени владелицы.
В «Списках населённых мест» Орловской губернии 1866 года упоминается как два обособленных селения: «сельцо владельческое Елизаветовка, при колодцах, 13 дворов, 262 жителя» и «выселки владельческие Кривцово (Сергиевское), при ручье Малом Колодце, 16 дворов, 148 жителей».
В 1905 году деревни «1-я Елизаветовка-Кривцовская» и «2-я Елизаветовка-Воропановская» отмечаются в приходе Сергиевской церкви села Меньшой Колодезь.
В переписи населения СССР 1926 года также значатся две деревни: «Елизаветовка 1-я (Воропановка)» — 64 двора, 325 житель, и «Елизаветовка 2-я (Кривцовка)» — 42 двора, 222 жителя. В 1932 году в 1-й Елизаветовке — 377 жителей, во 2-й отмечается 238 жителей. Позднее один населённый пункт.
С 1928 года в составе вновь образованного Долгоруковского района Елецкого округа Центрально-Чернозёмной области. После разделения ЦЧО в 1934 году Долгоруковский район вошёл в состав Воронежской, в 1935 — Курской, а в 1939 году — Орловской области. С 6 января 1954 года в составе Долгоруковского района Липецкой области.

## Население
| 2010 |
| ---- |
| 149  |

## Транспорт
Асфальтированными дорогами связана с деревнями Большой Колодезь и Изубриевка Первая. Грунтовыми дорогами с посёлком Красный Луч и хутором Дроновка.
В 7 км к западу находится железнодорожная станция Свечинская (линия Елец – Валуйки ЮВЖД).